# مهمانسرای شرکت نفت
مهمانسرای شرکت نفت مربوط به دوره پهلوی است و در تهران، خیابان ولی عصر، خیابان الهیه، نبش خیابان بوستان واقع شده و این اثر در تاریخ ۲ بهمن ۱۳۸۲ با شمارهٔ ثبت ۱۰۸۷۱ به‌عنوان یکی از آثار ملی ایران به ثبت رسیده است.